# エステル・バジェストリーノ
エステル・バジェストリーノ・デ・カレアガ（スペイン語: Esther Ballestrino de Careaga、1918年1月20日 - 1977年12月17日または18日）は、化学者でパラグアイの社会活動家。アルゼンチンの軍事独裁政権(汚い戦争)下で失踪した人々の母親たちの組織『5月広場の母親たち』の設立者の1人である。失踪者の捜索に専念していたが、1977年12月に誘拐され殺害された。

## 生涯
エステル・バジェストリーノは、1918年1月20日にウルグアイで生まれる。幼少期に、家族と共にパラグアイに移住し、主にエンカルナシオンの街で過ごした。アスンシオン国立大学で生化学と薬学の教師と博士号を取得する。パラグアイのコミュニストでフェブレリスタ革命党のメンバーであり、1940年代にはパラグアイの女性運動を設立した。ヒギニオ・モリニゴの軍事独裁政権に迫害され、1947年にアルゼンチンに避難し、ライムンド・カレアガと結婚し3人の娘を持つ。
バジェストリーノはブエノスアイレスのヒッケティア・バッハマン食品衛生学研究所の食品部門のトップとして働いていた。部下の1人は、後に教皇フランシスコとなるホルヘ・マリオ・ベルゴリオであった。1950年代に化学技師であったベルゴリオはバジェストリーノが細部に注意を払っていたことを覚えている。そして、政治を考えることを教えてくれたと語っている。バジェストリーノは、将来の教皇の上司になった最初の女性であると言われている。
1976年3月24日にアルゼンチンでクーデターが発生し、国家テロリズムに基づいた体制が導入された。バジェストリーノの2人の義理の息子、マヌエル・カルロス・クエバスとイヴ・ドメルグは誘拐され失踪。1977年6月13日には妊娠3ヶ月であった娘のアナ・マリア・カレアガが誘拐され、軍事拘禁センターに連れて行かれ拷問を受ける。その後、バジェストリーノは失踪者の他の母親たちと組織『5月広場の母親たち』を設立。5月広場の集会に参加し、政治的理由のために失踪および拘留された親族とアルゼンチン人権連盟への協力を開始する。同年10月、娘のアナ・マリアは釈放された。
1977年12月、バジェストリーノ、シスター・アリス・ドモン、シスター・レオニー・デュケ、5月広場の他の母親たちは、失踪者の名前と政府の居場所を明かすことを政府に要請した。返事は1977年12月10日に日刊紙「ラ・ナシオン」で公表された。海軍大尉アルフレド・アスティスが『5月広場の母親たち』に潜入し、バジェストリーノとマリア・ポンセ・デ・ビアンコは、ブエノスアイレスの都心部にあるサンタ・クルス教会で治安部隊に捕えられた。女性たちはアルゼンチンの治安部隊によって収容センターに連れて行かれ拷問を受け、航空機から海に落とされた。

## 遺体の捜索

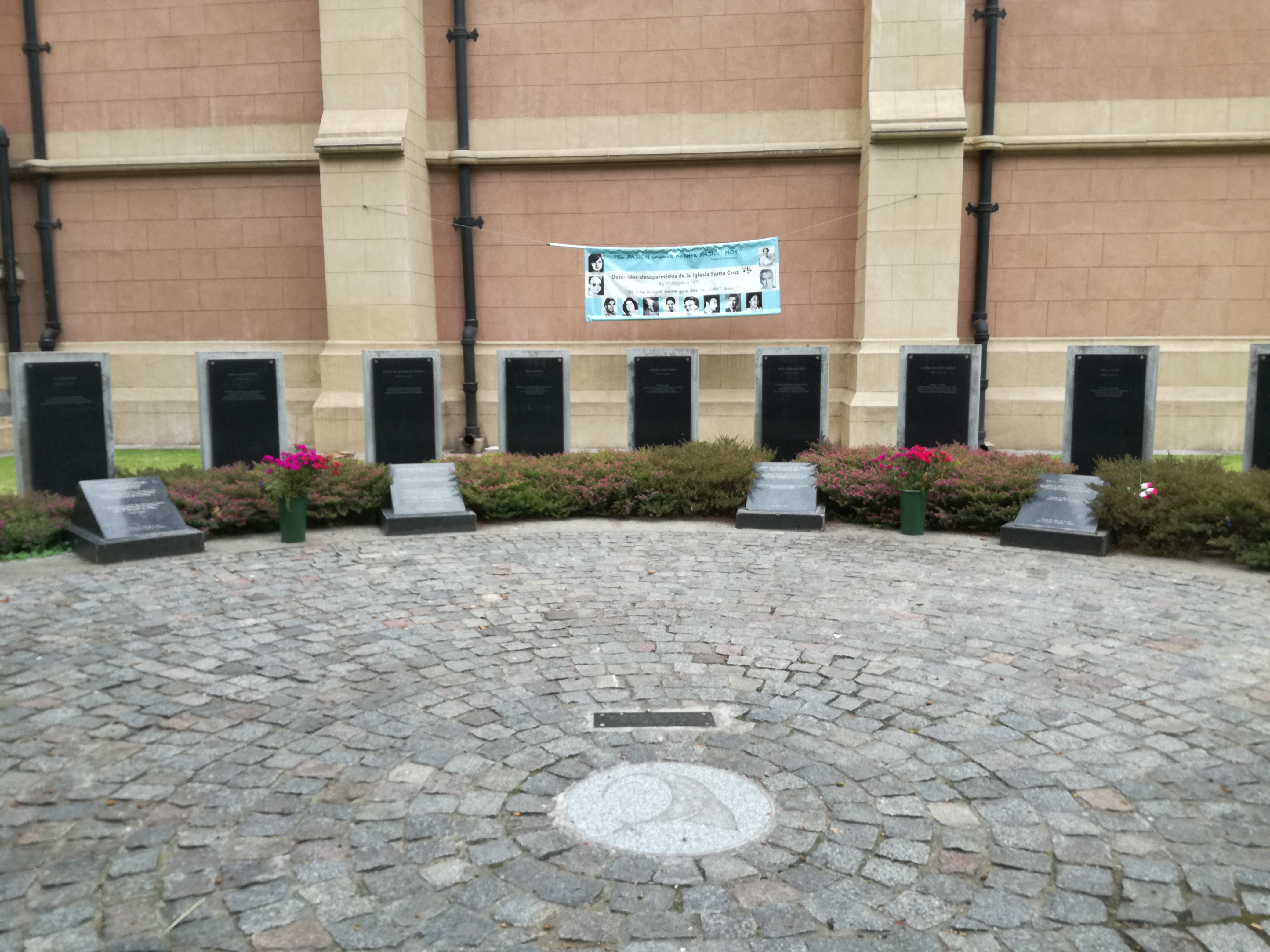
サンタ・クルス教会のSolar de la Memoria

1977年12月20日、サンタ・テレシタとマル・デル・チュユの水浴場の近くで死体が発見された。法医学調査は、死の原因が「高所からの硬い物体に対する衝突」であると判断した。これは、死の前の骨折の種類から結論付けられた。さらに調査することなく、遺体はラヴァッレ市の墓地にある無標の墓に埋葬された。
失踪者に関する国家委員会とフンタス裁判に関する全国委員会は、1984年にラヴァレ将軍墓地で遺体の発掘を行った。調査により、サン・ベルナルドビーチとラ・ルシラ・デル・マルビーチで見つかった遺体の骨が明らかになった。この証拠は、ホンタ・カッタニ裁判官によるフンタス裁判で使用された。この調査以来、オラシオ・キャタニ判事は行方不明者の事例を蓄積し始めた。調査を中止したプント・フィナル法と従順法にもかかわらず、キャタニ判事は1995年に膨大な量の書類をまとめた。アルゼンチンの法医学人類学チームがさらに情報を収集し、1977年に姿を消した5人の女性(バジェストリーノ、アズセナ・ビジャフロール、マリア・ポンセ・デ・ビアンコ、アンジェラ・アウアド、シスター・レオニー・デュケ)を含む8人の遺体を特定したのは、2003年になってからである。
すべての遺体は、ブエノスアイレスの大司教であったベルゴリオの承認によってサンタ・クルス教会の庭に埋葬された。シスター・アリス・ドモンの遺体は発見されず、行方不明のままである。

## 米国政府による情報
2002年に機密解除された米国政府からの文書は、アメリカ政府が1978年にフランスの修道女アリス・ドモンとレオニー・デュケ、および『5月広場の母親たち』のアズセナ・ビジャフロール、エステル・バジェストリーノ、マリア・ポンセの遺体がブエノスアイレス州のビーチで発見されていたことを知っていたことを示している。この情報は、1978年3月30日付の当時のアルゼンチン大使のラウル・エクトル・カストロにアメリカ合衆国国務長官が宛てた文書番号1978-GOOD-02346に含まれており、「死去した修道女についての報告」文書には次のように記載されている。
1.パリから提出されたAFP 3月28日の記事は、12人のフランス人修道女(アリス・ドモンとレオニー・デュケ)の遺体が12月中旬に11人の他の人権活動家が誘拐され、バイアブランカ近くの死体で特定されたと報告している。
2.バイアブランカの北約300-350マイル、ラプラタ川の河口近くの大西洋沿いのある地点で、異常に強い風によってビーチに運ばれた多数の死体の発見の証拠について、ブエノスアイレスは1か月間特定の噂でいっぱいであった。
3.これらの噂を追跡しようとしている(名前の編集)には、修道女がアルゼンチンの治安部隊に誘拐され、ある時点でブエノスアイレスの西150マイルのフニンの町にある刑務所に移送されたという機密情報がある。
4.大使館は、数週間前にマル・デル・プラタ近くのビーチで7人の遺体が発見されたというアルゼンチン政府の情報源(保護)を通じて機密情報も持っている。この情報源によると、死体は1977年12月8日から12月10日までに姿を消した2人の修道女と5人の母親の死体であった。我々の情報源は、これらの個人はもともと、テロリストと破壊者に対する広範な権限の下で行動している治安部隊のメンバーによって隔離されたことを確認した。情報はさらに、GOAの少数の個人がこの情報を認識していないと述べている。
5.情報源は過去に確実に報告しており、失踪者問題に関して彼が信頼できると信じる理由がある。